# Équipe d'Angleterre de football à la Coupe du monde 1982
L'équipe d'Angleterre de football est éliminée au deuxième tour de la Coupe du monde 1982.

## Effectif
| Numéro / Nom       | Numéro / Nom    | Club                     | Date de naissance | J.              | Buts            |                 |                 |                 |
| Gardiens de but    | Gardiens de but | Gardiens de but          | Gardiens de but   | Gardiens de but | Gardiens de but | Gardiens de but | Gardiens de but | Gardiens de but |
| ------------------ | --------------- | ------------------------ | ----------------- | --------------- | --------------- | --------------- | --------------- | --------------- |
| 1                  | Ray Clemence    | Tottenham Hotspur        | 5 juillet 1948    | 0               | 0               | 0               | 0               | 0               |
| 13                 | Joe Corrigan    | Manchester City          | 18 novembre 1948  | 0               | 0               | 0               | 0               | 0               |
| 22                 | Peter Shilton   | Nottingham Forest        | 18 septembre 1949 | 5               | 0               | 0               | 0               | 0               |
| Défenseurs         |                 |                          |                   |                 |                 |                 |                 |                 |
| 2                  | Viv Anderson    | Nottingham Forest        | 29 août 1956      | 0               | 0               | 0               | 0               | 0               |
| 3                  | Trevor Brooking | West Ham United          | 2 octobre 1948    | 1               | 0               | 0               | 0               | 0               |
| 4                  | Terry Butcher   | Ipswich Town             | 28 décembre 1958  | 4               | 0               | 1               | 0               | 0               |
| 6                  | Steve Foster    | Brighton and Hove Albion | 24 septembre 1957 | 1               | 0               | 0               | 0               | 0               |
| 12                 | Mick Mills      | Ipswich Town             | 4 janvier 1949    | 5               | 0               | 0               | 0               | 0               |
| 14                 | Phil Neal       | Liverpool                | 20 février 1951   | 2               | 0               | 0               | 0               | 0               |
| 17                 | Kenny Sansom    | Arsenal                  | 26 septembre 1958 | 4               | 0               | 0               | 0               | 0               |
| 18                 | Phil Thompson   | Liverpool                | 21 janvier 1954   | 5               | 0               | 0               | 0               | 0               |
| Milieux de terrain |                 |                          |                   |                 |                 |                 |                 |                 |
| 5                  | Steve Coppell   | Manchester United        | 9 juillet 1955    | 4               | 1               | 0               | 0               | 0               |
| 9                  | Glenn Hoddle    | Tottenham Hotspur        | 27 octobre 1957   | 2               | 0               | 0               | 0               | 0               |
| 10                 | Terry McDermott | Liverpool                | 8 décembre 1951   | 0               | 0               | 0               | 0               | 0               |
| 15                 | Graham Rix      | Arsenal                  | 23 octobre 1957   | 5               | 0               | 0               | 0               | 0               |
| 16                 | Bryan Robson    | Manchester United        | 10 janvier 1957   | 4               | 2               | 0               | 0               | 0               |
| 19                 | Ray Wilkins     | Manchester United        | 14 septembre 1956 | 5               | 0               | 1               | 0               | 0               |
| Attaquants         |                 |                          |                   |                 |                 |                 |                 |                 |
| 7                  | Kevin Keegan    | Southampton              | 14 février 1951   | 1               | 0               | 0               | 0               | 0               |
| 8                  | Trevor Francis  | Manchester City          | 19 avril 1954     | 5               | 2               | 0               | 0               | 0               |
| 11                 | Paul Mariner    | Ipswich Town             | 22 mai 1953       | 5               | 1               | 1               | 0               | 0               |
| 20                 | Peter Withe     | Aston Villa              | 30 août 1951      | 0               | 0               | 0               | 0               | 0               |
| 21                 | Tony Woodcock   | 1. FC Cologne            | 6 décembre 1955   | 2               | 0               | 0               | 0               | 0               |
| Sélectionneur      |                 |                          |                   |                 |                 |                 |                 |                 |
|                    | Ron Greenwood   |                          | 11 novembre 1921  |                 |                 |                 |                 |                 |

## Qualification
L'Angleterre se qualifie en finissant deuxième d'un groupe comprenant la Hongrie, la Roumanie, la Suisse et de la Norvège.

## Phase finale

### Premier tour

#### Groupe 4
| Classement |                 |     |   |   |   |   |    |    |      |
|            | Équipe          | Pts | J | G | N | P | BP | BC | Diff |
| 1          | Angleterre      | 6   | 3 | 3 | 0 | 0 | 6  | 1  | +5   |
| 2          | France          | 3   | 3 | 1 | 1 | 1 | 6  | 5  | +1   |
| 3          | Tchécoslovaquie | 2   | 3 | 0 | 2 | 1 | 2  | 4  | -2   |
| 4          | Koweït          | 1   | 3 | 0 | 1 | 2 | 2  | 6  | -4   |

| 16 juin | Angleterre      | 3 | 1 | France          |
| 17 juin | Tchécoslovaquie | 1 | 1 | Koweït          |
| 20 juin | Angleterre      | 2 | 0 | Tchécoslovaquie |
| 21 juin | France          | 4 | 1 | Koweït          |
| 24 juin | France          | 1 | 1 | Tchécoslovaquie |
| 25 juin | Angleterre      | 1 | 0 | Koweït          |

| 16 juin 1982                      | Angleterre                   | 3 – 1   | France    | Stade San Mamés, Bilbao                          |                                                  |
| 17:15 · Historique des rencontres | Robson 1re 67e · Mariner 83e | (1 – 1) | Soler 24e | Spectateurs : 44 172 Arbitrage : Antonio Garrido | Spectateurs : 44 172 Arbitrage : Antonio Garrido |
| 17:15 · Historique des rencontres | Rapport                      |         |           | Spectateurs : 44 172 Arbitrage : Antonio Garrido | Spectateurs : 44 172 Arbitrage : Antonio Garrido |

| 20 juin 1982 | Angleterre                     | 2 – 0   | Tchécoslovaquie | Stade San Mamés, Bilbao                         |                                                 |
| 17:15        | Francis 63e · Barmoš 66e (csc) | (0 – 0) |                 | Spectateurs : 41 123 Arbitrage : Charles Corver | Spectateurs : 41 123 Arbitrage : Charles Corver |
| 17:15        | Rapport                        |         |                 | Spectateurs : 41 123 Arbitrage : Charles Corver | Spectateurs : 41 123 Arbitrage : Charles Corver |

| 25 juin 1982 | Angleterre  | 1 – 0   | Koweït | Stade San Mamés, Bilbao                               |                                                       |
| 17:15        | Francis 27e | (1 – 0) |        | Spectateurs : 39 700 Arbitrage : Gilberto Aristízabal | Spectateurs : 39 700 Arbitrage : Gilberto Aristízabal |
| 17:15        | Rapport     |         |        | Spectateurs : 39 700 Arbitrage : Gilberto Aristízabal | Spectateurs : 39 700 Arbitrage : Gilberto Aristízabal |

### Second tour

#### Groupe B
| Classement final |                      |     |   |   |   |   |    |    |    |
|                  | Équipe               | Pts | J | G | N | P | Bp | Bc | GA |
| 1                | Allemagne de l'Ouest | 3   | 2 | 1 | 1 | 0 | 2  | 1  | +1 |
| 2                | Angleterre           | 2   | 2 | 0 | 2 | 0 | 0  | 0  | 0  |
| 3                | Espagne              | 1   | 2 | 0 | 1 | 1 | 1  | 2  | -1 |

| 29 juin   | Allemagne de l'Ouest | 0 | 0 | Angleterre |
| 2 juillet | Allemagne de l'Ouest | 2 | 1 | Espagne    |
| 5 juillet | Espagne              | 0 | 0 | Angleterre |

| 29 juin 1982                      | Allemagne de l'Ouest | 0 - 0   | Angleterre | Santiago-Bernabéu, Madrid                             |                                                       |
| 21:15 · Historique des rencontres |                      | (0 - 0) |            | Spectateurs : 75 000 Arbitrage : Arnaldo Cézar Coelho | Spectateurs : 75 000 Arbitrage : Arnaldo Cézar Coelho |
| 21:15 · Historique des rencontres | Rapport              |         |            | Spectateurs : 75 000 Arbitrage : Arnaldo Cézar Coelho | Spectateurs : 75 000 Arbitrage : Arnaldo Cézar Coelho |

| 5 juillet 1982                    | Espagne | 0 - 0   | Angleterre | Santiago-Bernabéu, Madrid                      |                                                |
| 21:15 · Historique des rencontres |         | (0 - 0) |            | Spectateurs : 75 000 Arbitrage : Alexis Ponnet | Spectateurs : 75 000 Arbitrage : Alexis Ponnet |
| 21:15 · Historique des rencontres | Rapport |         |            | Spectateurs : 75 000 Arbitrage : Alexis Ponnet | Spectateurs : 75 000 Arbitrage : Alexis Ponnet |